# Advance Democracy
Advance Democracy è un brano del 1938 per coro non accompagnato del compositore britannico Benjamin Britten.

## Storia
Nel 1938, in reazione all'Accordo di Monaco e alla minaccia rappresentata dall'Asse contro l'ordine liberale in Europa, la London Co-operative Society commissionò un pezzo di propaganda per promuovere la democrazia. Il poeta Randall Swingler scrisse i testi.

## Music
Il brano inizia con un testo che evoca la minaccia fascista, con una tonalità minore e uno staccato. L'appello a far avanzare la democrazia è sottolineato da un brillante do maggiore.